# 朱美塤
闻喜王朱美埙（？—15世纪），明朝晋王朱济熿庶长子，晋恭王朱㭎孙，明太祖曾孙；明朝唯一一代闻喜王。
永乐十五年（1417年）二月，行冠礼。
永乐二十一年（1423年）七月，封为闻喜王。
宣德二年（1427年）四月，朱济熿被革爵，朱美埙等一并被废为庶人。
景泰五年（1454年）五月，明代宗写信给朱美埙的堂侄晉王朱鍾鉉，称将婦女十四人送至府中伺候朱美埙等人，已令山西有司每月給食米三十石贍養，可撥房屋给居住，朱美塤等家中當婚配者由朱鍾鉉選取成禮。
天顺元年（1457年）十月，因朱美塤等所请，增加其每月食米二十石、每年絹十匹、布二十匹。
此后没有朱美塤的记载。
《明史·諸王世表》未将朱美塤列入。